# Fagopyrum kuntzei
Fagopyrum kuntzei là một loài thực vật có hoa trong họ Rau răm. Loài này được Beck mô tả khoa học đầu tiên năm 1907.